# Agave inaequidens
Agave inaequidens är en sparrisväxtart som beskrevs av Karl Heinrich Koch. Agave inaequidens ingår i släktet Agave och familjen sparrisväxter.

## Underarter
Arten delas in i följande underarter:
- A. i. barrancensis
- A. i. inaequidens

## Bildgalleri

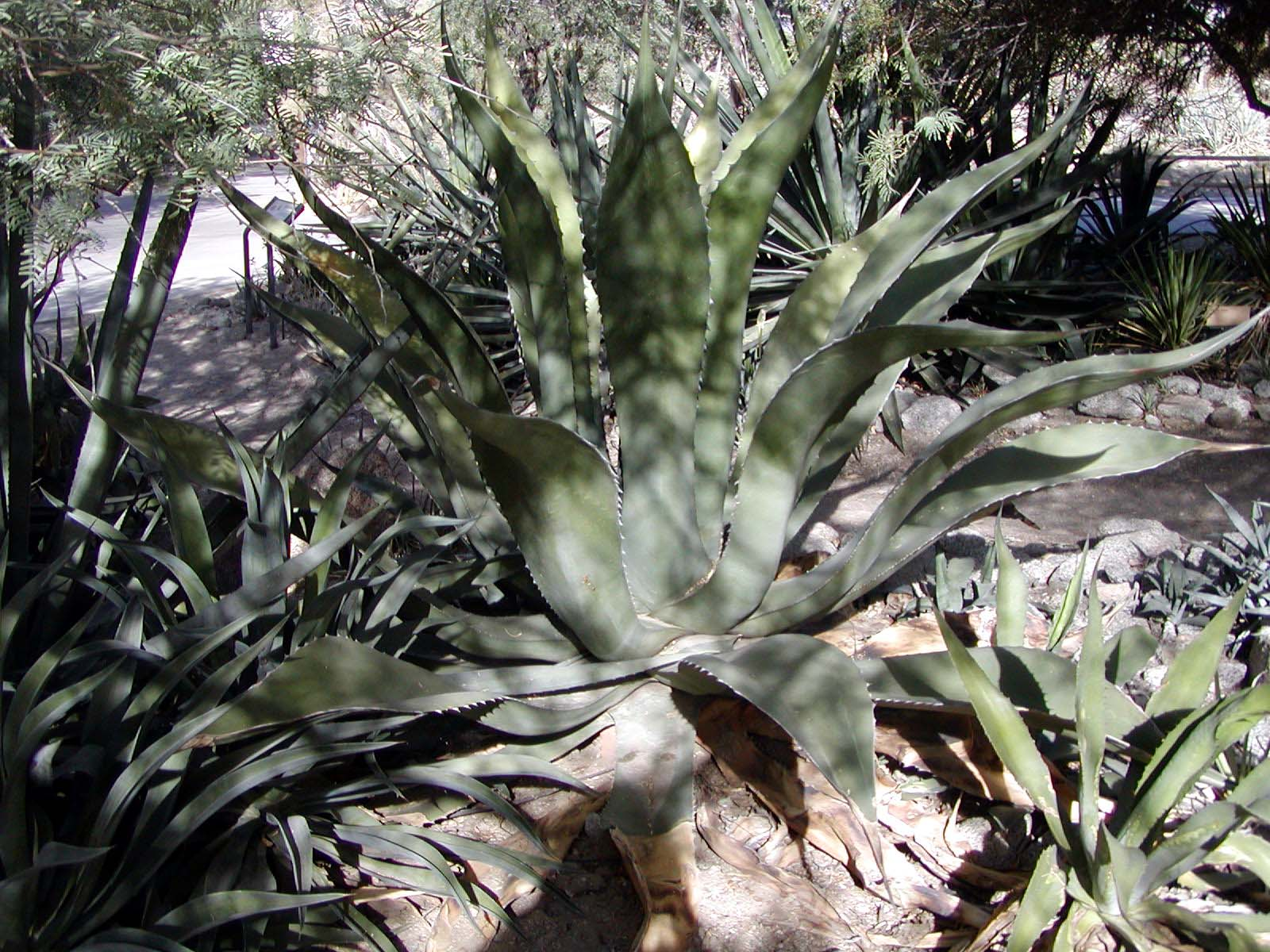
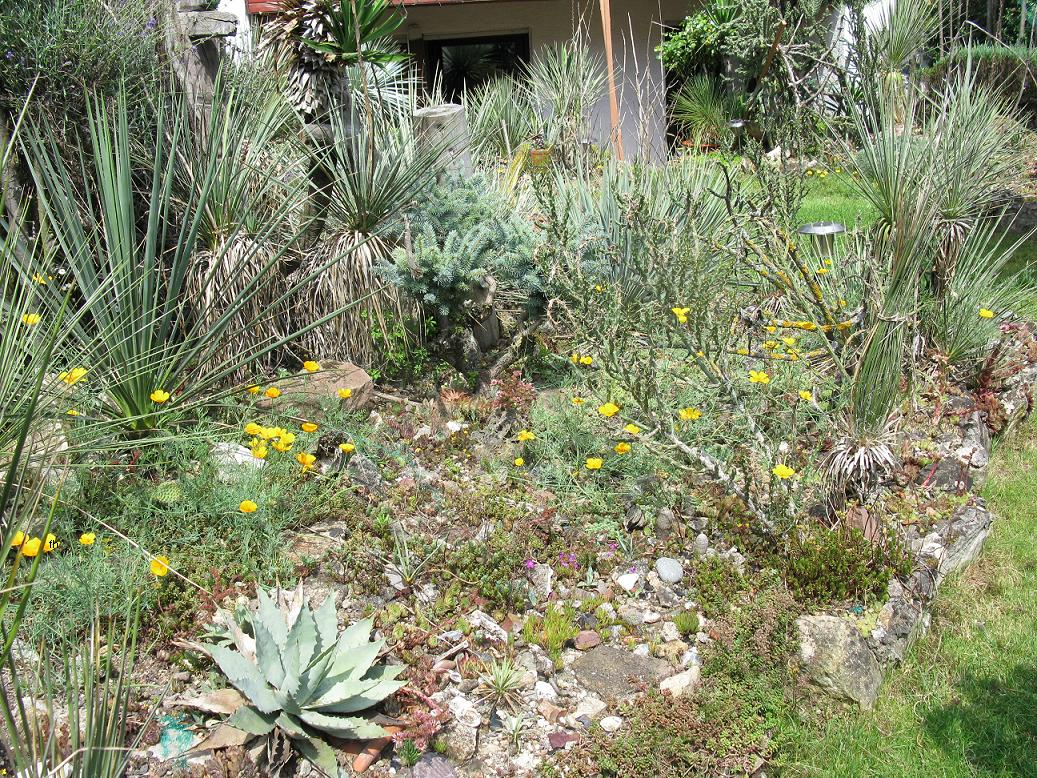